# Madagaskar op de Olympische Zomerspelen 2000
Tijdens de Olympische Zomerspelen van 2000 die in Sydney werden gehouden nam Madagaskar voor de 8e maal deel.

## Deelnemers en resultaten

### Atletiek
| Olympiër                                                                                  | Discipline      | Resultaat | Prestatie                                                |
| ----------------------------------------------------------------------------------------- | --------------- | --------- | -------------------------------------------------------- |
| Jean Randriamamitiana                                                                     | 100m (m)        | 93e       | serie 7: 9de in 12,50                                    |
| Joseph Randriamahaja                                                                      | 110m horden (m) | 28e       | serie 5: 6de in 13,86 kwartfinale 3: 7de in 14,07        |
| Yvon Rakotoarimiandry                                                                     | 400m horden (m) | 27e       | serie 2: 8ste in 50,15                                   |
|                                                                                           |                 |           |                                                          |
| Hanitriniaina Rakotondrabe                                                                | 100m (v)        | 23e       | serie 5: 3de in 11,50 kwartfinale 2: 6de in 11,51        |
| Rosa Rakotozafy                                                                           | 100m horden (v) | 34e       | serie 3: 7de in 13,89                                    |
| Monica Rahanitraniriana Hanitriniaina Rakotondrabe Rosa Rakotozafy Ony Paule Ratsimbazafy | 4x100m (v)      | 14e       | serie 4: 4de in 43,61 (NR) halve finale 1: 8ste in 43,98 |

### Boksen
| Olympiër          | Discipline | Resultaat | Prestatie                          |
| ----------------- | ---------- | --------- | ---------------------------------- |
| Celestin Augustin | -51kg (m)  | 17e       | 1ste ronde: V van POL Rzany: 12-15 |

### Judo
| Olympiër                  | Discipline | Resultaat | Prestatie                  |
| ------------------------- | ---------- | --------- | -------------------------- |
| Naina Cecilia Ravaoarisoa | -52kg (v)  | 19e       | 1ste ronde: V van TPE Shih |

### Zwemmen
| Olympiër              | Discipline          | Resultaat | Prestatie               |
| --------------------- | ------------------- | --------- | ----------------------- |
| Jean Luc Razakarivony | 100m schoolslag (m) | 55e       | serie 2: 3de in 1.05,97 |
|                       |                     |           |                         |
| Mbolatiana Ramanisa   | 50m vrije slag (v)  | 61e       | serie 3: 5de in 29,20   |

Albanië · Algerije · Amerikaanse Maagdeneilanden · Amerikaans-Samoa · Andorra · Angola · Antigua en Barbuda · Argentinië · Armenië · Aruba · Australië · Azerbeidzjan · Bahama's · Bahrein · Bangladesh · Barbados · België · Belize · Benin · Bermuda · Bhutan · Bolivia · Bosnië en Herzegovina · Botswana · Brazilië · Britse Maagdeneilanden · Brunei · Bulgarije · Burkina Faso · Burundi · Cambodja · Canada · Centraal-Afrikaanse Republiek · Chili · China · Chinees Taipei · Colombia · Comoren · Congo-Brazzaville · Congo-Kinshasa · Cookeilanden · Costa Rica · Cuba · Cyprus · Denemarken · Djibouti · Dominica · Dominicaanse Republiek · Duitsland · Ecuador · Egypte · El Salvador · Equatoriaal-Guinea · Eritrea · Estland · Ethiopië · Fiji · Filipijnen · Finland · Frankrijk · Gabon · Gambia · Georgië · Ghana · Grenada · Griekenland · Groot-Brittannië · Guam · Guatemala · Guinee · Guinee‑Bissau · Guyana · Haïti · Honduras · Hongarije · Hongkong · Ierland · IJsland · India · Indonesië · Irak · Iran · Israël · Italië · Ivoorkust · Jamaica · Japan · Jemen · Joegoslavië · Jordanië · Kaaimaneilanden · Kaapverdië · Kameroen · Kazachstan · Kenia · Kirgizië · Koeweit · Kroatië · Laos · Lesotho · Letland · Libanon · Liberia · Libië · Liechtenstein · Litouwen · Luxemburg · Macedonië · Madagaskar · Malawi · Malediven · Maleisië · Mali · Malta · Marokko · Mauritanië · Mauritius · Mexico · Micronesië · Moldavië · Monaco · Mongolië · Mozambique · Myanmar · Namibië · Nauru · Nederland · Nederlandse Antillen · Nepal · Nicaragua · Nieuw-Zeeland · Niger · Nigeria · Noord-Korea · Noorwegen · Oeganda · Oekraïne · Oezbekistan · Oman · Oostenrijk · Pakistan · Palau · Palestina · Panama · Papoea-Nieuw-Guinea · Paraguay · Peru · Polen · Portugal · Puerto Rico · Qatar · Roemenië · Rusland · Rwanda · Saint Kitts en Nevis · Saint Lucia · Saint Vincent en Grenadines · Salomonseilanden · Samoa · San Marino ·  Sao Tomé en Principe · Saoedi-Arabië · Senegal · Seychellen · Sierra Leone · Singapore · Slovenië · Slowakije · Soedan · Somalië · Spanje · Sri Lanka · Suriname · Swaziland · Syrië · Tadzjikistan · Tanzania · Thailand · Togo · Tonga · Trinidad en Tobago · Tsjaad · Tsjechië · Tunesië · Turkije · Turkmenistan · Uruguay · Vanuatu · Venezuela · Verenigde Arabische Emiraten · Verenigde Staten · Vietnam · Wit-Rusland · Zambia · Zimbabwe · Zuid-Afrika · Zuid-Korea · Zweden · Zwitserland · Individuele olympische atleten